# 吉姆·埃金斯
詹姆斯·斯科特·埃金斯（英語：James Scott Eakins，1946年5月24日—），美国NBA联盟前职业篮球运动员。他在1968年的NBA选秀中第5轮第57顺位被旧金山勇士选中。